# 李春郁
李春郁（1986年10月9日—）是中国职业足球运动员，司职中场。
李春郁2004年进入沈阳金德一线队并获得上场机会，之后多年在队效力，曾入选了备战2008年北京奥运会的国奥队。2009年，李春郁曾两次挂牌转会，并在青岛中能、伏伊伏丁那等国内外球队试训，但是都由于转会费等问题未能成行，赛季中也仅获得了极少的出场机会。2010年2月，李春郁自由转会加盟塞尔维亚联赛贝尔格莱德拉德，仅签订了半年的合同。在那里的4个月，他只在正式比赛中出场1次。
2010年6月，李春郁进入中国国家队集训名单，在接受体坛周报采访时，他透露出自己月薪仅2000人民币，以“最穷国脚”的由头重新回到公众视野。而李春郁在入选中国国家队集训名单前，他的经纪人就已经联系上了韩国球队江原FC。江原FC提出先让他去韩国随队训练一段时间，这时李春郁入选国家队集训名单，江原FC同意李春郁先去昆明向国家队报到。6月29日，李春郁来到韩国，不到十天的试训过程中，很快就打动了江原FC。江原FC起初要求和他签一个长达两年半的长约，李春郁和经纪人都觉得两年半的时间有点长，因此，双方很快中止了谈判，其后江原FC愿意将合同期限调整为一年半，最终双方商定的合同期限是半年加一年，如果半年后李春郁想转会，俱乐部也不会设置障碍而成功签约。李春郁也是继李玮锋、冯潇霆、万厚良以及阎嵩后第5位效力韩国K联赛的中国球员。

## 外部連結
国足初哥征服K联赛新军 月薪两千的最穷国脚终圆梦 （页面存档备份，存于）